# 不適合少女的職業
《不適合少女的職業》是櫻庭一樹的小說作品，日文版於2005年9月由東京創元社發行，繁體中文版由龔婉如翻譯，獨步文化於2009年8月出版。

## 主要出場人物
大西葵
13歲。國中2年級少女。
宮乃下靜香
與葵同班的圖書委員。
田中颯太
葵唯一的男性朋友，青梅竹馬。喜歡遊戲。
小幸/雪代
葵的朋友。
宮乃下浩一郎
靜香的表哥。

## 日劇
2006年5月由GyaO在網路上放映。是GyaO的原創日劇作品。全10話。2007年2月發行DVD。2008年1月因慶祝作者櫻庭一樹得到直木賞而再度放映。

### 工作人員
- 原作：櫻庭一樹
- 企劃：山崎公路、東海林秀文
- 腳本：益子昌一、
- 攝影：福本淳、宮川幸三
- 音樂：椎名KAY太
- 製作：江幡泰太、佐佐木亞希子
- 演出：高橋陽一郎、川村直紀、河合勇人
- 製作Production：WILCO Co.,Ltd
- 製作著作：USEN
- 主題曲：竹仲繪里
- 地區協力：下關Film Commission、北九州Film Commission、山口县下关市

## 外部連結
- （日語） 少女には向かない職業 - 桜庭一樹｜東京創元社 （页面存档备份，存于）